# Sístánská pánev

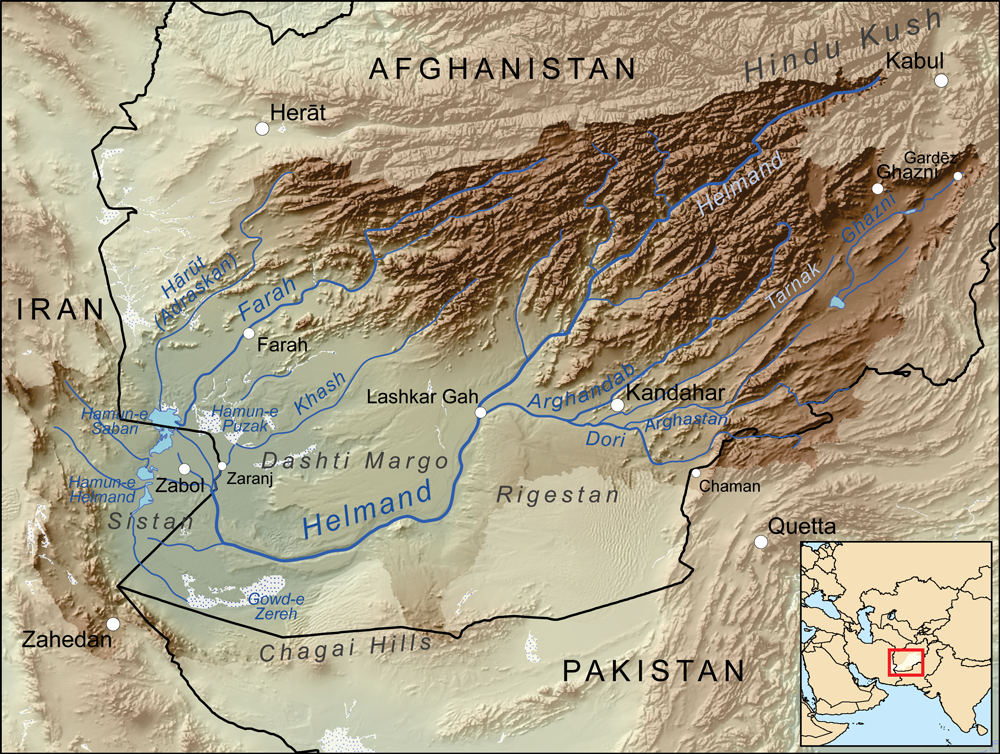
Povodí Hilmandu je největším z povodí Sístánské pánve

Sístánská pánev je bezodtoká oblast převážně v jihozápadním Afghánistánu a svou menší částí také v jihovýchodním Íránu. Je pojmenována po historickém území Sístán. Do jejího povodí patří především řeka Hilmand a řeky jejího povodí (Arghastán, Tarnák, Arghandáb, Chašrúd, …) a také řeky Faráhrúd a Harútrúd.
Nejvýznamnější jezerem, kde končí voda z řek, je Hámún, jehož hladina je značně kolísavá. V některých letech bylo zcela vyschlé, v jiných bylo rozděleno na několik menších jezer. Zejména v deltě Hilmandu jsou také mokřiny. Ty byly v roce 1975 prohlášeny za ramsarské.
Lidské osídlení oblasti bylo výrazné už v době bronzové, jak dokládá například archeologické naleziště Šahr-i Suchte.